# Associazione Sportiva Pescara 1961-1962
Questa voce raccoglie le informazioni riguardanti l'Associazione Sportiva Pescara nelle competizioni ufficiali della stagione 1961-1962.

## Rosa
| N. |                   | Ruolo | Calciatore            |
| -- | ----------------- | ----- | --------------------- |
|    | Italia (bandiera) | A     | Giuseppe Barone       |
|    | Italia (bandiera) | A     | Francesco Bertuccioli |
|    | Italia (bandiera) | C     | Salvatore Bronzini    |
|    | Italia (bandiera) | P     | Ermanno Carabba       |
|    | Italia (bandiera) | C     | Pietro Camozzi        |
|    | Italia (bandiera) | C     | Giacomo Conio         |
|    | Italia (bandiera) |       | Di Bartolomeo         |
|    | Italia (bandiera) | C     | Giovanni D'Orazio     |
|    | Italia (bandiera) | C     | Giuseppe Fabris       |
|    | Italia (bandiera) | D     | Wainer Ganzerla       |

| N. |                   | Ruolo | Calciatore          |
| -- | ----------------- | ----- | ------------------- |
|    | Italia (bandiera) | A     | Giorgio Ive         |
|    | Italia (bandiera) | D     | Vincenzo Magni      |
|    | Italia (bandiera) | A     | Giancarlo Matteucci |
|    | Italia (bandiera) | D     | Luciano Nobili      |
|    | Italia (bandiera) | A     | Giandomenico Orio   |
|    | Italia (bandiera) | A     | Bruno Pace          |
|    | Italia (bandiera) | D     | Alberto Riccioni    |
|    | Italia (bandiera) | C     | Giuseppe Romoli     |
|    | Italia (bandiera) | C     | Dario Stolfa        |
|    | Italia (bandiera) | P     | Angelo Tuniz        |